# Údržba
Údržba technických systémů, přístrojů a součástek je soubor činností, které mají zajistit, že se zachová jejich provozuschopný stav, nebo při poruše bude tento stav rychle obnoven. Zjednodušeně můžeme údržbu rozdělit do čtyř oblastí:
- Dohled
- Inspekce
- Údržba
- Vylepšení

Termínem údržba je často zjednodušeně označováno ve firmách také oddělení nebo organizační útvar, který provádění údržby zajišťuje. Pracovník takového oddělení bývá označován jako údržbář.

## Cíle údržby
Údržba slouží k předcházení systémových výpadků. Dalšími očekávanými přínosy mohou být:
- Prodloužení a optimální využití doby života přístrojů a zařízení
- Zlepšení provozní bezpečnosti
- Zvýšení připravenosti zařízení plnit požadovanou funkci
- Optimalizace provozních procesů
- Snížení počtu poruch
- Plánování nákladů na provoz zařízení

Údržba je zvláště důležitá tam, kde selhání technický systémů ohrožuje bezprostředně lidské životy. V těchto případech kontrolují provádění údržby státní orgány nebo jimi pověřené organizace. Například údržba letadel je zvláště přísně regulována. Pravidelná údržba se také provádí u silnic, mostů a budov.

## Soudobá koncepce údržby
Konstrukce výrobních strojů se v posledních letech výrazně rozvinula. Je stále těžší sledovat stav jednotlivých součástek nebo podsestav, protože u moderních zařízení je mnohem více slabých míst, než u starších zařízení. Navíc dnešní konstruktéři se vyhýbají předimenzovaným konstrukcím a nahrazují je lehkými, úspornými díly. Proto je stále větší počet součástek citlivých na opotřebení a poruchy. současné koncepce obsluhy a údržby mají především za úkol zajistit vysokou provozní pohotovost zařízení. Stále více firem opouští zastaralý názor, že údržba je zbytečné utrácení peněz. Rostoucí tlak na kvalitu a produktivitu vede firmy k zavádění kontrolních a údržbových systémů, které předcházejí výpadkům výrobního zařízení.
Znalosti a zkušenosti jsou nejdůležitějším zdrojem pro vytvoření a zachování náskoku před konkurencí. Základ systému údržby sice vychází ze standardizovaných postupů, přesto je významně závislý na kvalifikaci pracovníků údržby. Během využívání strojů vznikají i problémy, se kterými výrobce zařízení nepočítal. Při řešení takových problémů jsou zkušenosti pracovníků údržby s předchozím fungováním zařízení nenahraditelné a umožňují napravit poruchové stavy. Se znalostí chování zařízení souvisí také rozhodnutí provozovatele, zda zajistit údržbu zařízení vlastními pracovníky nebo externím dodavatelem (outsourcing). Vlastní údržba je výhodná v tom, že se uvnitř firmy znalosti chování zařízení shromažďují a rozvíjejí. To v případě údržby externí firmou nepřichází v úvahu. Při předání údržby externí firmě se většina znalostí o chování zařízení ztrácí. Oproti tomu existuje řada případů, kdy zaměstnávání vlastních specialistů není ekonomicky výhodné – například u výtahů, nebo jde o běžná zařízení, kde nehrozí ztráta firemního know-how – například opravy automobilní techniky nebo elektrického ručního nářadí.

## Preventivní údržba
Při zavedení konceptu preventivní údržby máme na zřeteli následující cíle:
- Méně odstávek v provozu
- Kratší časy vyhrazené pro údržbu na strojích
- Menší vliv odstávkových časů na výrobní proces (možnost časově sladit potřeby výroby i údržby)

Pro dosažení těchto cílů nestačí definovat a prosadit průběžnou kontrolu. Je třeba také zajistit plynulé zásobování náhradními díly. Přitom se firma musí vyhnout velkým zásobám náhradních dílů. Musí skladovat jen ty díly, které jsou pro udržení provozuschopnosti nezbytné. Důležitá je znalost dodavatelů náhradních dílů a jejich dodacích podmínek.

## Prediktivní údržba
Při zavedení prediktivní údržby se statisticky analyzují data ze senzorů, řídících jednotek, zpráv opravářů, reklamací, počtu nekvalitních výrobků, personálním obsazením a dalších zdrojů dat o faktorech, které mají vliv na provoz. Dle zjištěných korelací a kauzalit mezi jednotlivými faktory se přistupuje k plánované údržbě a výměně dílů před ukončením jejich životnosti.
Dobrým příkladem je výměna grafitových kelímků ve slévárnách hliníku, kde se měří teplota ohřevu a teplota taveniny. Diference teplot se časem zvyšuje díky změně fyzikálních vlastností kelímku dlouhodobým vypalováním. Při dosažení hladiny diference na kritickou úroveň se kelímek vymění za nový ještě před jeho rozpadem. Životnost grafitového kelímku od výrobce je stanovena na 6 měsíců a díky predikci je možné bezpečně kelímek provozovat i 9 měsíců.

## Proaktivní údržba
Proaktivní údržba zahrnuje všechny náležitosti prediktivní údržby s tím, že se navíc nezaměřuje pouze na aktuální symptomy stavu zařízení nebo stroje (např. poškození ložiska), ale zaměřuje se na vyhledání a odstranění příčin tohoto nežádoucího stavu (např. ložisko bylo poškozeno v důsledku špatného ustavení stroje).

## Cenové aspekty údržby
Vedle technického hlediska je nutné se zabývat také náklady. Hlavně v sériové výrobě musíme při výpadku stroje počítat nejen s přímými náklady na opravu, ale také s cenou nevyrobené produkce a s případnými penále uplatňovaným odběrateli.

## Strategie při plánování údržby
Současné koncepce údržby používají různé strategie. Ty běžné se dají charakterizovat takto:
- Oprava po poruše Neprovádí se žádná preventivní údržba. Porucha se opravuje v okamžiku, kdy je objevena. Typickým příkladem je výměna světelného zdroje (zářivky) v okamžiku, kdy přestane svítit.
- Preventivní kontrola Provádějí se preventivní prohlídky a kontroly k odhalení potenciálních poruch. Takové prohlídky bývají často předepsány po určitém čase. Mohou být ale definovány počtem provozních hodin nebo vyrobených kusů. Typickým příkladem je výměna oleje v motoru automobilu podle počtu ujetých kilometrů. Součástí této strategie jsou také různé revize (elektroinstalace, tlakových nádob, výtahů) nebo kontrolní prohlídky (automobilů v STK). Provádění revizí a kontrol je buď přímo předepsáno zákonem nebo ho stanoví výrobce na základě životnostních zkoušek, které provedl při vývoji zařízení. Tyto revize a kontroly typicky provádějí certifikovaní pracovníci (revizní technici) nebo organizace (STK), kteří jsou nezávislí na provozovateli zařízení. Certifikace revizních techniků i organizací je časově ohraničená a musí se periodicky obnovovat.
- Průběžná kontrola Na základě průběžného sledování provozních údajů, například opotřebení kritických dílů se plánuje údržba. Příkladem je výměna brzdových destiček u automobilových brzd při dosažení minimální tloušťky.

## Pojmy používané v údržbě
Údržba může být definována například takto: Údržba je kombinace technických a administrativních opatření včetně zásahů managementu během životního cyklu provozní jednotky k udržení provozuschopného stavu, případně navrácení do takového stavu, aby provozní jednotka plnila požadovanou funkci.

### Další používané pojmy
- Obsluha – průběžně prováděné činnosti, zajišťující chod zařízení
- Inspekce – opatření k určení skutečného stavu provozní jednotky, včetně stanovení opotřebení a vymezení nutných údržbářských prací
- Znovuzprovoznění – činnosti pro navrácení provozní jednotky do provozuschopného stavu včetně přípravy na vylepšení
- Vylepšení – kombinace technických a administrativních opatření ke zvýšení provozní bezpečnosti a způsobilosti zařízení beze změny funkce
- Funkční způsobilost – způsobilost provozní jednotky plnit funkci na základě aktuálního provozního stavu
- Výpadek – ukončení způsobilosti provozní jednotky plnit požadovanou funkci
- Analýza slabých míst – nalezení míst zvýšeného opotřebení dílů, které by mohlo vést k brzkému výpadku funkce